# Hotelul Dacia din Satu Mare
Hotelul Dacia, inițial numit Hotel Pannonia, este un monument istoric în Satu Mare. A fost construit între anii 1901 și 1902, după planurile arhitecților Bálint Zoltán și Jámbor Lajos.

## Galerie

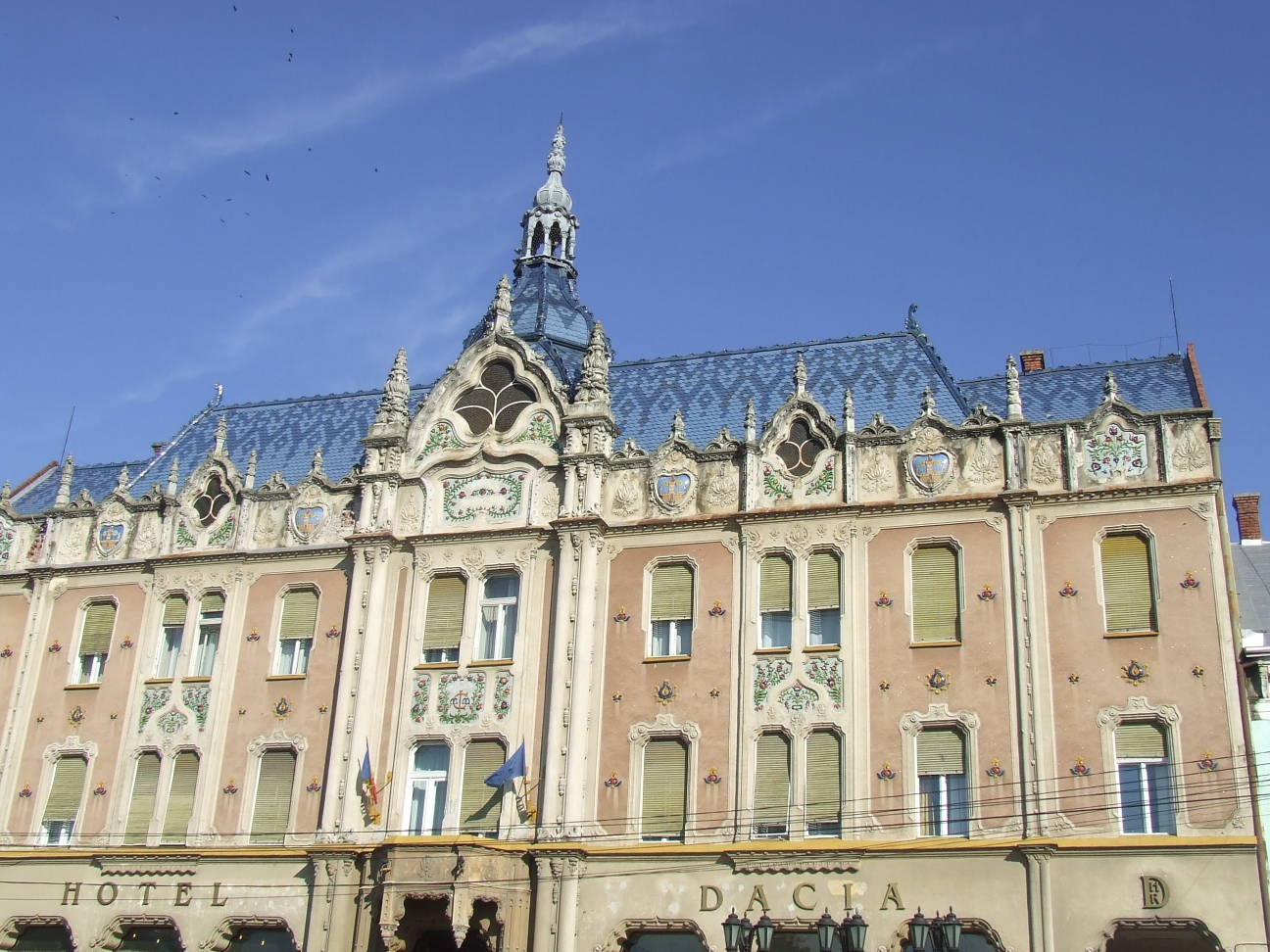
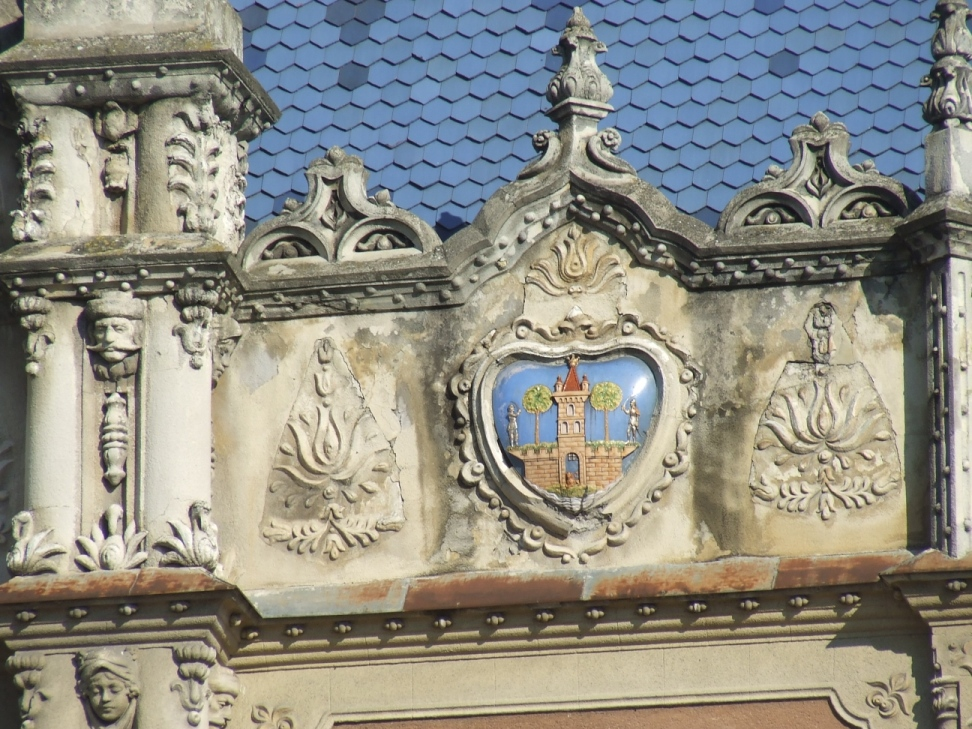
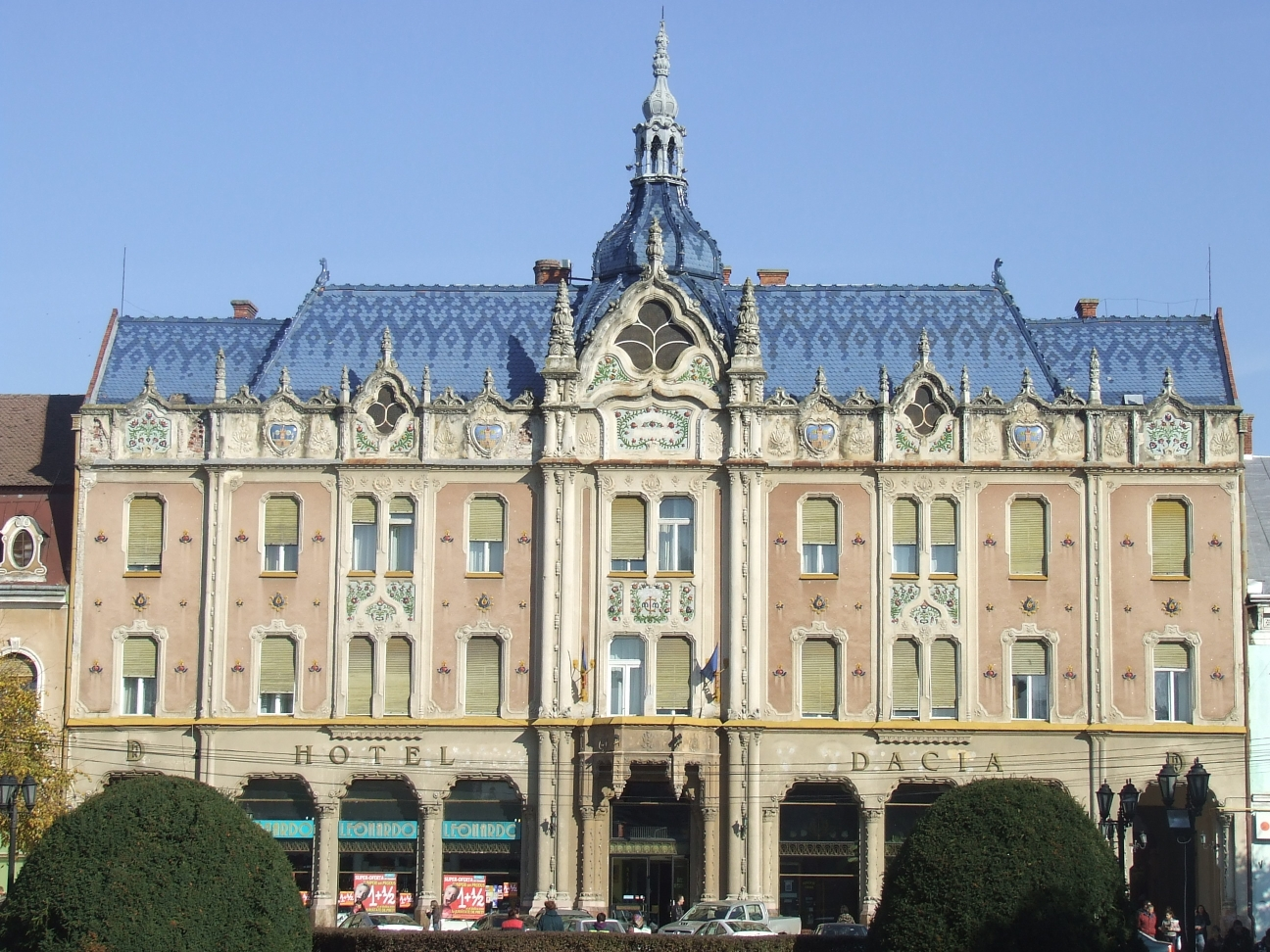
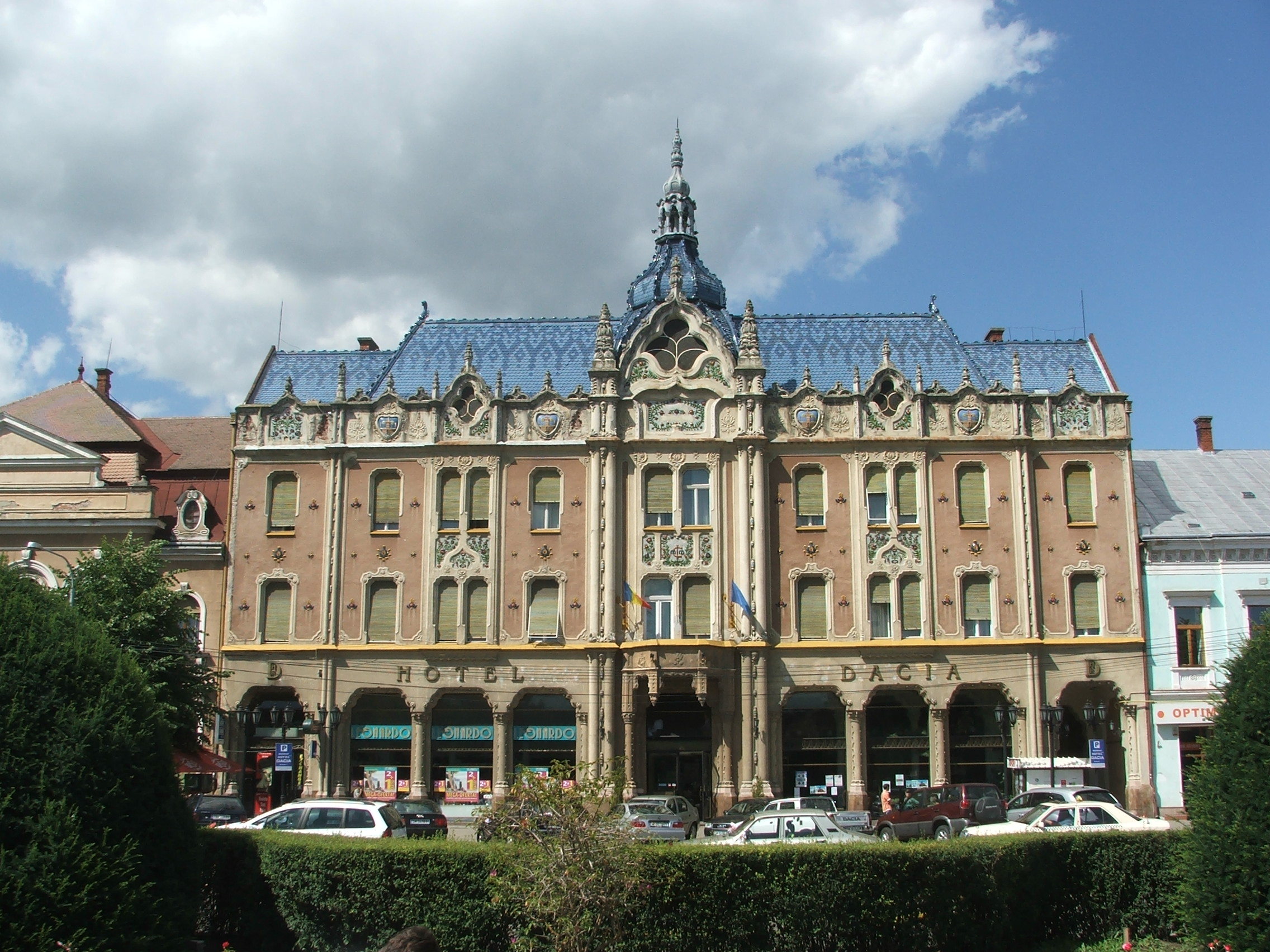
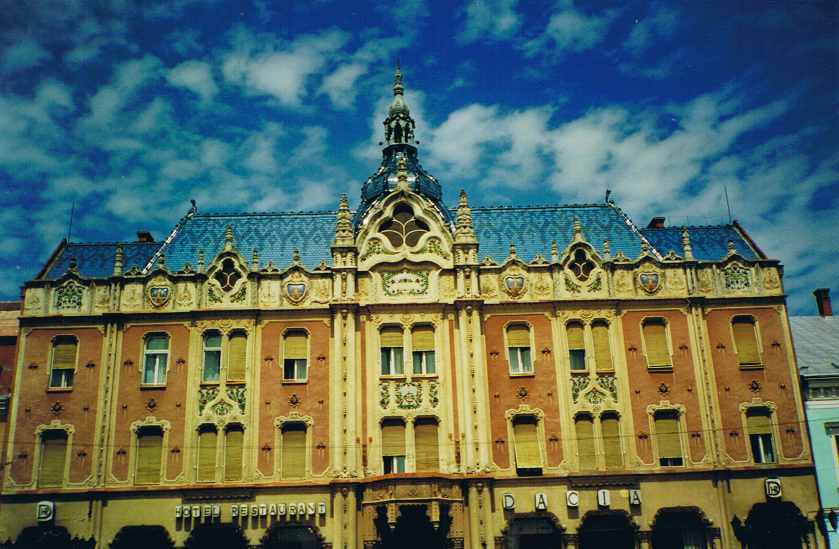
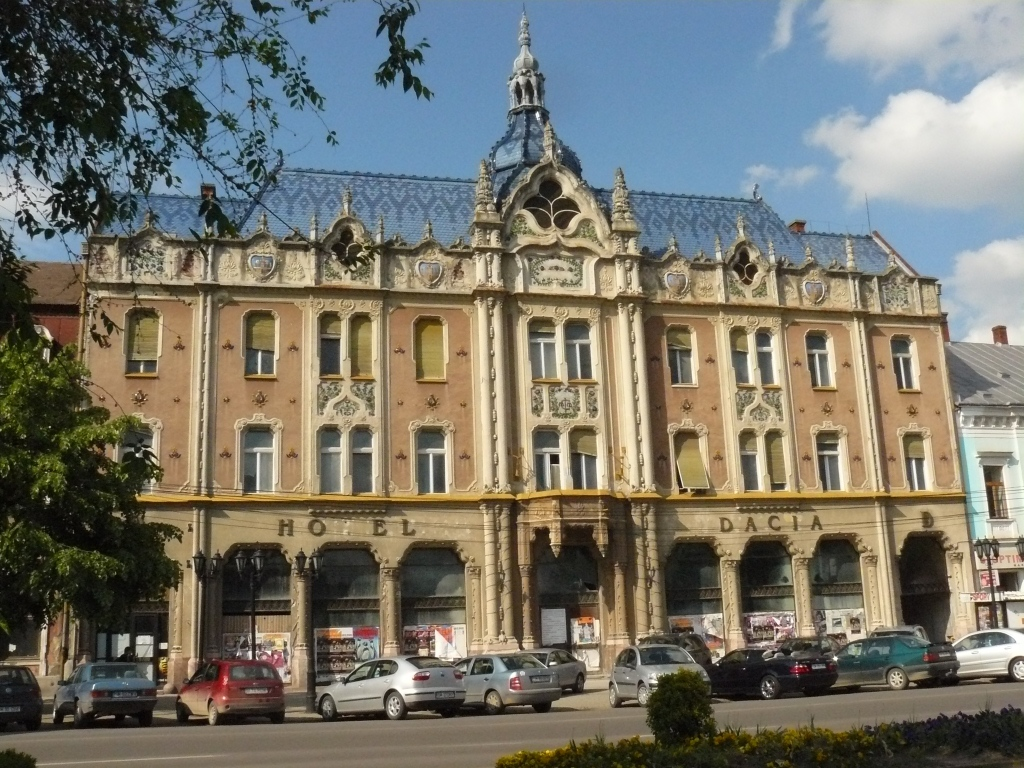